# سرو فوربسي
السرو الفوربسي نوع نباتي شجري ينتمي إلى جنس السرو من الفصيلة السروية .

## الانتشار
موطنه جنوب ولاية كاليفورنيا غرب الولايات المتحدة وشمال ولاية باخا كاليفورنيا في المكسيك.